# Toshima (Tokyo)
Toshima (豊島区?, Toshima-ku) è uno dei 23 quartieri speciali di Tokyo, Giappone. Si trova a nord-ovest di Tokyo e comprende Ikebukuro, uno dei tre grandi "nuovi" sotto-centri (fuku-toshin) sorti nel XX secolo nella parte occidentale della città insieme a Shinjuku e Shibuya.

## Geografia
Il quartiere raggiunse una popolazione residente massima di 370.000 nel 1965. Da allora la popolazione è nuovamente diminuita. Durante il giorno la popolazione dei pendolari raggiunge circa 430.000.
Si trova nella zona nord-occidentale di Tokyo e confina con i quartieri di Nerima, Itabashi e Kita a nord e con Shinjuku e Bunkyō a sud.
Il quartiere di Toshima copre un'area di 13 km² e si trova su un altopiano temperato con un dislivello di 28 metri tra il punto più alto e quello più basso. Circa il 47% di questo quartiere è residenziale, il 20% è utilizzato per attività commerciali e aree generali.
Sebbene Toshima sia chiamata municipalità, l'amministrazione cittadina è più simile a quella di una città autonoma. Gli uffici distrettuali si trovano a Ikebukuro, che è anche il centro commerciale e di intrattenimento di Toshima.
Con una popolazione non giapponese di 15.516 abitanti, pari al 6,2% del totale, Toshima è uno dei quartieri internazionali di Tokyo.

## Storia
Il 1º maggio 1889 (Meiji 22) quattro machi (町?, città), Sugamo (巣鴨町, -machi), Nishisugamo (西巣鴨町, -machi), Takada (高田町, -machi) e Nagasaki (長崎町, -machi) furono incorporate nel Kitatoshima-gun (distretto di Kitatoshima). Il distretto di Toshima fu creato il 1º ottobre 1932 dall'incorporazione del Kitatoshima-gun nella città di Tokyo in rapida espansione.
Toshima si è trasformata da sobborgo agricolo del periodo Edo nel centro commerciale che è oggi. La crescita di Toshima è stata favorita dalla costruzione di diverse linee ferroviarie nei periodi Meiji e Taishō.
L'antico villaggio di Somei, ora parte di Toshima, era un centro di vivai ed è il luogo di nascita del Somei Yoshino, la varietà di sakura (ciliegio in fiore) più popolare del Giappone. Questa varietà è stata sviluppata nel tardo periodo Edo. La coltivazione di piante in vaso era popolare nell'ex villaggio di Somei, e le piante e i bonsai coltivati qui venivano trasportati in tutta Edo dai venditori di fiori. Il botanico britannico Robert Fortune, che visitò Somei nel 1860, rimase stupito dalla varietà delle specie e la certificò come la migliore al mondo. Qui vengono coltivate anche molte azalee di Kirishima, e il fatto che le rive della stazione JR di Komagome si riempiano di azalee in primavera è una testimonianza di ciò.

## Distretti e quartieri
Nagasaki
- Chihaya
- Kanamecho
- Mejiro a
- Minaminagasaki
- Nagasaki
- Nishiikebukuro b
- Senkawa
- Takamatsu

Nishisugamo
- Higashiikebukuro
- Ikebukuro
- Ikebukuro Honchō
- Kamiikebukuro
- Kitaōtsuka c
- Mejiro d
- Minamiikebukuro e
- Minamiōtsuka f
- Nishiikebukuro g
- Nishisugamo

Sugamo
- Kitaōtsuka h
- Komagome
- Minamiōtsuka i
- Sugamo

Takada
- Mejiro j
- Minamiikebukuro k
- Nishiikebukuro l
- Takada
- Zoshigaya

## Trasporti

### Ferrovia
JR East
 Linea Yamanote: Stazioni di Komagome, Sugamo, Otsuka, Ikebukuro, Mejiro.
  Linea Saikyō / Linea Shōnan-Shinjuku: Stazione di Ikebukuro.
 Metropolitana di Tokyo
 Linea Marunouchi: Stazioni di Ikebukuro, Shin-Otsuka.
 Linea Yūrakuchō: Stazioni di Higashiikebukuro, Ikebukuro,  Kanamecho, Senkawa.
 Linea Namboku: Stazione di Komagome.
 Linea Fukutoshin: Stazioni di Zoshigaya, Ikebukuro, Kanamecho, Senkawa.
 Ufficio metropolitano del trasporto di Tokyo (Tōei)
 Linea Mita: Stazioni di Sugamo, Nishi-Sugamo.
 Linea Toden Arakawa (tram Tokyo Sakura): Fermata Shinkoshinzuka, Koshinzuka, Sugamo Shinden, Otsuka Ekimae, Mukaihara, Higashiikebukuro 4-chome, Toden Zoshigaya, Kishimojin-mae, Gakushuin Shita.
(Parte della stazione di Ochiai-Minami-Nagasaki sulla Linea Ōedo si trova nel quartiere di Toshima).
 Ferrovie Tōbu
 Linea Tōbu Tōjō: Stazioni di Ikebukuro, Kita-Ikebukuro, Shimoitabashi.
 Ferrovie Seibu
 Linea Ikebukuro: Stazioni di Ikebukuro, Shiinamachi, Higashi-Nagasaki.

## Città gemellate

### In Giappone
- Chichibu, prefettura di Saitama.
- Yuza, prefettura di Yamagata.
- Nabari, Prefettura di Mie.
- Nakagawa, prefettura di Tochigi.

### All'estero
- Distretto di Dongdaemun, Seul, Corea del Sud.